# На (тибетская буква)

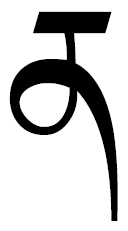
На

На, наик — 12-я буква тибетского алфавита, может быть и слогообразующей буквой, и финалью. По свидетельству Рериха буква на как и другие тибетские буквы в тантрических текстах может иметь своё символическое значение. При передаче санскритского ретрофлексного накара ण применяется зеркальное отражение наика — .
Числовое значение: на — 12, на гигу — 42, на жабкью — 72, на дренбу — 102, на наро — 132.
Инициали в словаре располагаются в следующем порядке:
| Инициаль | Дакчха      | Пример         | Комментарий |
|          | На          | Накпо — чёрный |             |
|          | Гаонана     |                |             |
|          | Маонана     |                |             |
|          | Ранатана    | Налджёр — йога |             |
|          | Санатана    |                |             |
|          | Баоранатана |                |             |
|          | Баосанатана |                |             |

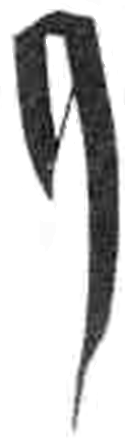
На рукописное (умэ)
На пхакпа